# Lia (jméno)

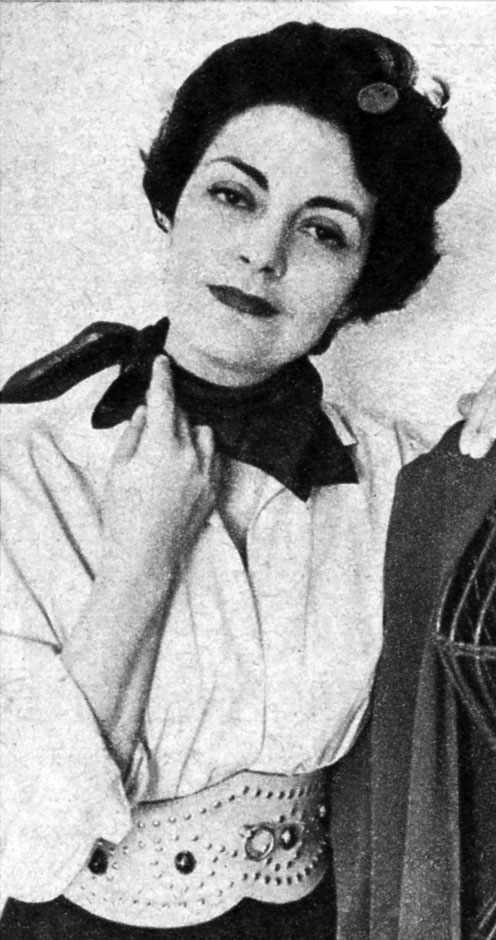
Lia Origoni, italská herečka a zpěvačka narozená na ostrově Sardinie (foto z roku 1962).

Lia je ženské křestní jméno nejasného původu. Může to být varianta jména Lea nebo zdrobnělina pro jména Amelia, Kornelia, Ophelia a Rosalia, Natalia, Liana a Aurelia, též Liana, Maxmiliana, Jůlie.
Lia je též řecké jméno a znamená nositelka dobrých zpráv. Jako zkratka jména Evangelia.

## Známé nositelky
- Lia, japonská zpěvačka
- FRancesca Lia Block, americká spisovatelka fantasy
- Lia Knight, osobnost v americkém radiu
- Lia Manoliuová, rumunská diskařka
- Lia Vissi, kyperská zpěvačka
- Lia, softwarová umělkyně
- Liath Luachra, postava v irské mytologii